# Sphrageidus sjoquisti
Sphrageidus sjoquisti är en fjärilsart som beskrevs av Felix Bryk 1942. Sphrageidus sjoquisti ingår i släktet Sphrageidus och familjen tofsspinnare. Inga underarter finns listade i Catalogue of Life.